# Wilhelm Mühe
Wilhelm Eduard Robert Heinrich Mühe (* 24. Mai 1882 in Freiburg im Breisgau; † 28. April 1966 in Karlsruhe) war ein deutscher Ministerialrat und -direktor im Badischen Finanz- und Wirtschaftsministerium.

## Leben
Wilhelm Mühe wuchs als Sohn eines Kaufmanns und einer Lehrerin in Freiburg im Breisgau auf. Er besuchte das Bertholdsgymnasium in Freiburg, wo er am 18. Juli 1900 sein Abitur ablegte. Anschließend studierte er Rechtswissenschaft an der Großherzoglichen Badischen Albert-Ludwigs-Universität, wo er im April 1904 die erste juristische Staatsprüfung ablegte. 1906 erlangte er mit einer Arbeit mit dem Titel Das Recht der Frau auf Nebenintervention im Prozeß ihres Mannes nach ehelichem Güterrecht die Doktorwürde. Im November 1908 folgte die zweite Staatsprüfung. Anschließend wurde er Gerichtsassessor und arbeitete als Notariatsgehilfe.
1912 wechselte er zur Zoll- und Steuerdirektion und wurde kurz darauf zum Finanzamtmann befördert. 1915 wurde er erneut befördert und war nun Obersteuerinspektor, 1918 wurde er Finanzrat. Am 1. März 1920 wurde er schließlich zum Ministerialrat ernannt. Mit lediglich 37 Jahren war er damit der jüngste badische Ministerialrat. Er übernahm die Leitung der Wirtschaftsabteilung. Vor der Machtergreifung war er Mitglied in der linksliberalen Deutschen Staatspartei. Nach der Übernahme der Macht durch die Nationalsozialisten orientierte er sich um. Am 1. Mai 1937 trat er in die NSDAP ein. Er war außerdem Mitglied der Nationalsozialistischen Volkswohlfahrt (NSV), des Nationalsozialistischen Rechtswahrerbund (NSRB), des Reichsbunds der Deutschen Beamten (RDB), des Nationalsozialistischen Deutschen Juristenbunds (NSDJB) und des Reichsluftschutzbunds (RLB).
Der Eintritt in die NSDAP war wohlüberlegt, erreichte er doch so seinen Karrierehöhepunkt. Am 13. November 1939 wurde er als Ministerialdirektor zum Badischen Finanz- und Wirtschaftsministerium versetzt und leitete das Ministerium bis zum Ende des Zweiten Weltkriegs. Er trat damit die Nachfolge von Ludwig Sammet an, der sich als Nicht-Parteigenosse bis 1937 halten konnte. Als Inhaber einer leitenden Stellung wurde er am 25. August 1945 von der US-amerikanischen Militärregierung seines Amtes enthoben beziehungsweise entlassen.
Anschließend begann sein Entnazifizierungsverfahren vor der Spruchkammer I in Karlsruhe, bei dem ihm vor allem seine zahlreichen Mitgliedschaften in nationalsozialistischen Organisationen zur Last gelegt wurden sowie eine mehrjährige Spende an die SS. In seinem Verfahren sagte der nach den nationalsozialistischen Rassegesetzen als „Halbjude“ geltende Ernst Walz aus, dass er Mühe vertraut habe und dieser sogar seine Mutter, die als „Volljüdin“ galt, vor dem Abtransport in das Ghetto Theresienstadt gerettet habe. Weitere Zeugenaussagen belegten einen vor allem politisch unauffälligen, fleißigen Beamten. Dennoch wurde am 28. Februar 1947 beantragt, Mühe als Hauptschuldigen einzuordnen. Es gelang ihm, dies abzuwenden, und schließlich wurde er am 5. Juni 1947 als „Mitläufer“ eingestuft. In einem zweiten Verfahren der Spruchkammer Freiburg, die unter französischer Gerichtsbarkeit stand, erhielt er dieselbe Einstufung.